# Hylomyscus stella
Hylomyscus stella és una espècie de mamífer rosegador de la família dels múrids. Són rosegadors de petites dimensions, amb una llargada de cap a gropa de 85 a 104 mm, una cua de 111 a 150 mm, peus de 17 a 20 mm, orelles de 14 a 20 mm i un pes de fins a 24 g. Aquesta espècie es troba a Burundi, al Camerun, a la República Centreafricana, a la República del Congo, a la República Democràtica del Congo, a Guinea Equatorial, al Gabon, a Kenya, a Nigèria, a Ruanda, al Sudan del Sud, a Tanzània i a Uganda. Habita boscos de terres baixes humits tropicals o subtropicals, i boscos montans humits tropicals o subtropicals.